# Чоленештій-дін-Дял
Чоленештій-дін-Дял (рум. Ciolăneștii din Deal) — село у повіті Телеорман в Румунії. Адміністративний центр комуни Чоленешть.
Село розташоване на відстані 81 км на захід від Бухареста, 42 км на північний захід від Александрії, 101 км на схід від Крайови.

## Населення
За даними перепису населення 2002 року у селі проживали 2364 особи, усі — румуни. Усі жителі села рідною мовою назвали румунську.